# Джилл Беннетт
Нора Ноель Джилл Беннетт (нар. 24 грудня 1931— пом. 4 жовтня 1990) — британська акторка, четверта дружина драматурга Джона Осборна.

## Раннє життя
Беннетт народилася на острові Пінанг, Стрейтс-Сеттлментс, у британських батьків, навчалася в школі Прайорс-філд, незалежній школі-інтернаті для дівчат у Годалмінгу, а потім у Королівській академії драматичного мистецтва. Вона дебютувала в сезоні 1949 року на сцені Королівського Шекспірівського театру в Стратфорді-апон-Ейвоні, а дебютувала в кіно у фільмі «Довга темна зала» (1951) з Рексом Гаррісоном.

## Кар'єра
Беннет багато знімалася в британських фільмах, зокрема «Жага до життя» (1956), «Злочинець» (1960), «Няня» (1965), «Череп» (1965), «Неприпустимі докази» (1968), «Атака легкої кавалерії» (1968), «Юлій Цезар» (1970), «Я хочу те, що хочу» (1972), «Містер Квілп» (1975), «Замкнене коло» (1977) і «Шпиталь „Британія“» (1982). Вона також з'явилася у фільмі про Бонда «Тільки для ваших очей» (1981), «Леді Джейн» (1986) та «Яструби» (1988). Її остання поява роль у фільмі «Розколоте небо» (1990).
Вона періодично з'являлась на телебаченні, зокрема у «П'єсі дня» (1981) з Венді Гіллер, у ролі яскравої леді Грейс Фаннер в екранізації Джона Мортімера його власного роману, «Відкладений рай» (1985). У 1984 році вона стала співавтором сценарію та зіграла головну роль у ситкомі «Бідні маленькі багаті дівчата» разом із Марією Ейткен. Кілька ролей Осборн створив для неї як-от роль Енні у його п'єсі «Готель в Амстердамі» (1968). Але напружений графік Беннетт не дозволив їй взяти участь, поки її не показали на телебаченні у 1971 році.
Вона зіграла разом з Рейчел Робертс у телевізійній п'єсі Алана Беннетта «Старий натовп» (1979), поставлений Ліндсі Андерсон.

## Особисте життя
Наприкінці 1940-х і на початку 1950-х років Беннетт була постійним компаньйоном актора Годфрі Тірла. Вона була одружена зі сценаристом Віллісом Голлом, а пізніше з Джоном Осборном. У 1978 році Беннетт й Осборн розлучилися. Дітей у неї не було.

## Смерть
Беннет покінчила життя самогубством у жовтні 1990 року у віці 58 років, довго страждала від депресії та жорстоких наслідків шлюбу з Осборном (за словами біографа Осборна). Вона зробила це, прийнявши велику кількість квіналбірбітону. Смерть наступила вдома, за адресою Глостер-волк, 23, Лондон W8. Акторка залишила успадкування у розмірі £596 978.
Осборн, на якого наклали судову заборону щодо письмових коментарів про неї за життя, негайно написав образливу главу про Беннетт для другого тому його автобіографії. Глава, в якій він радіє її смерті, викликала великий резонанс.
У 1992 році прах Беннетт разом із прахом її подруги, актриси Рейчел Робертс (яка також покінчила життя самогубством у 1980 році) розвіяла їхня подруга Ліндсі Андерсон над водами річки Темзи в Лондоні. Андерсон разом із кількома професійними колегами та друзями двох акторок здійснила подорож на човні по Темзі, і розвіяла прах під час виконання музикантом Аланом Прайсом пісні «Is That All There Is?». Цю подію додали в автобіографічний документальний фільм Андерсон для BBC «Це все, що є?» (1992).

## Фільмографія
| Рік       |    | Українська назва              | Оригінальна назва               | Роль                |
| --------- | -- | ----------------------------- | ------------------------------- | ------------------- |
| 1951      | ф  | Довга темна зала              | The Long Dark Hall              | Перша жертва        |
| 1952      | ф  | Мулен Руж                     | Moulin Rouge                    | Сара                |
| 1953      | тф | Дев'ять днів дива             | The Nine Days' Wonder           | Міс Сміт            |
| 1953      | кф | Сад задоволення               | The Pleasure Garden             | Міс Келлерман       |
| 1954      | ф  | Пекло нижче нуля              | Hell Below Zero                 | Герда Петерсон      |
| 1954      | ф  | Тітка Клара                   | Aunt Clara                      | Джулі Мейсон        |
| 1954—1962 | с  | Театр ITV                     | ITV Playhouse                   | різні ролі          |
| 1954—1958 | с  | Недільний вечірній театр BBC  | BBC Sunday-Night Theatre        | різні ролі          |
| 1955      | кф | Анонімне вбивство             | Murder Anonymous                | Місіс Шелдон        |
| 1956      | тф | Вест-портські вбивства        | The Anatomist                   | Мері Белл           |
| 1956      | ф  | Додатковий день               | The Extra Day                   | Сюзан               |
| 1956      | ф  | Жага до життя                 | Lust for Life                   | Віллемьєн           |
| 1956—1965 | с  | П'єса тижня на ITV            | ITV Play of the Week            | різні ролі          |
| 1956—1960 | с  | Театр у кріслі                | Armchair Theatre                | різні ролі          |
| 1957      | с  | Вільєтт                       | Villette                        | Люсі Сноу           |
| 1957      | тф | Мир і тиша                    | Peace and Quiet                 | Жозефін Елліот      |
| 1959      | тф | Погляд на море                | A Glimpse of the Sea            | Пенелопа Белфорд    |
| 1959      | с  | Суботній театр                | Saturday Playhouse              | Трілбі О'Феррал     |
| 1960      | ф  | Повернення до моря            | Return to the Sea               | Пенелопа Белфорд    |
| 1960      | ф  | Злочинець                     | The Criminal                    | Меггі               |
| 1960—1962 | с  | Година Сомерсета Моема        | Somerset Maugham Hour           | різні ролі          |
| 1962      | с  |                               | The Cheaters                    | Ферба Мартінес      |
| 1964      | с  | Шпигунство                    | Espionage                       | Патіенс Райт        |
| 1964      | с  | Перша ніч                     | First Night                     | Ліббі Бістон        |
| 1965      | ф  | Череп                         | The Skull                       | Джейн Мейтленд      |
| 1965      | ф  | Няня                          | The Nanny                       | Тітка Пен           |
| 1966      | с  |                               | ABC Stage 67                    | Фріда               |
| 1966      | с  | 30 хвилин театру              | Thirty-Minute Theatre           | Мері Гасс           |
| 1968      | ф  | Атака легкої бригади          | The Charge of the Light Brigade | Місіс Даберлі       |
| 1968      | ф  | Допустимі докази              | Inadmissible Evidence           | Ліз Івз             |
| 1968      | с  | П'єса місяця BBC              | BBC Play of the Month           | Анна                |
| 1968      | с  | Пів години історії            | Half Hour Story                 | Пенелопа            |
| 1969      | тф | Рембрандт ван Рейн            | Rembrandt                       | Гіртьє              |
| 1970      | ф  | Юлій Цезар                    | Julius Caesar                   | Кальпурнія Пізонія  |
| 1971      | тф | Розмова вбивці                | Speaking of Murder              | Аннабель Логан      |
| 1971      | с  | Суботній вечірній театр ITV   | ITV Sunday Night Theatre        |                     |
| 1972      | ф  | Я хочу те, щоя хочу           | I Want What I Want              | Маргарет Стівенсон  |
| 1974      | тф | Наміри вбивці                 | Intent to Murder                | Джанет Престон      |
| 1974      | с  | Нічна драма                   | Late Night Drama                | Джилл               |
| 1975      | с  | Водолій                       | Aquarius                        | Марія               |
| 1975      | ф  | Містер Квілп                  | Mister Quilp                    | Саллі Брасс         |
| 1976      | тф | Майже бачення                 | Almost a Vision                 | Ізабель             |
| 1976      | с  | Вбивця                        | Murder                          | Лола                |
| 1977      | ф  | Замкнене коло                 | Full Circle                     | Лілі Лофтінг        |
| 1979      | тф | Старий натовп                 | The Old Crowd                   | Стеллаб             |
| 1980      | с  | Східний експрес               | Orient-Express                  | Джейн               |
| 1981      | с  | П'єса дня                     | Play for Today                  | Еліс Карліон        |
| 1981      | ф  | Тільки для ваших очей         | For Your Eyes Only              | Брінк               |
| 1982      | ф  | Шпиталь «Британія»            | Britannia Hospital              | лікар Мак-Міллан    |
| 1983      | тф | Аеродром                      | The Aerodrome                   | Евстасія            |
| 1984      | с  | Бідні маленькі багаті дівчата | Poor Little Rich Girls          | Дейзі Труп          |
| 1985      | с  | Час для вбивства              | Time for Murder                 | Соня Баррінгтон     |
| 1986      | с  | Відкладений рай               | Paradise Postponed              | Леді Грейс Фаннер   |
| 1986      | ф  | Леді Джейн                    | Lady Jane                       | Місіс Еллен         |
| 1987      | с  | Потойбічний світ              | Worlds Beyond                   | Елізабет Беррінгтон |
| 1988      | ф  | Яструби                       | Hawks                           | Вівіан Банкрофт     |
| 1989      | тф | Один день влітку              | A Day in Summer                 | Міс Проссер         |
| 1990      | ф  | Розколоте небо                | The Sheltering Sky              | Місіс Лайл          |

## Театральна кар'єра
- Меморіальний театр Шекспіра, Стретфорд-на-Ейвоні, сезон 1949 року
- Титанія у сні літньої ночі, театр Святого Мартіна, грудень 1949 р.
- Анні в капітані Карвалло, театр Сент-Джеймс, серпень 1950 року
- Ірас у «Цезарі та Клеопатрі» та «Антоній і Клеопатра», Театр Св. Джеймса, травень 1951 (навпроти Лоуренса Олів'є та Вів'єн Лі)
- Гелен Еліот у фільмі «Ніч балу», Новий театр, січень 1955 року
- Маша в "Чайці ", театр Савіль, серпень 1956 року
- Пані. Мартін у «Лисій Примадонні», Художній театр, листопад 1956 року
- Сара Стенхем у «Дотику страху», театр Олдвіч, грудень 1956 року
- Ізабель у «Вечері з родиною», Новий театр, грудень 1957 року
- Пенелопа в Last Day in Dreamland і A Glimpse of the Sea, Lyric Hammersmith, листопад 1959
- Сьюзан Роупер у «Сніданку на одного», Художній театр, квітень 1961 року
- Фімі Еванс у The Showing Up of Blanco Posnet та Лавінія в Androcles and the Lion, Mermaid Theatre, жовтень 1961
- Естель у «Епізоді» (Huis Clos), Oxford Playhouse, лютий 1962
- Офелія в «Замку у Швеції», театр Пікаділлі, травень 1962 року
- Гіларі у «Кімнаті губок» та Елізабет Мінті у «Присадиста Бетті», Королівський двір, грудень 1962 року
- Ізабель у «Любовній грі», New Arts Theatre, жовтень 1964 року
- Графиня Софія Делянофф у «Патріоту для мене», Королівський двір, червень 1965 р.
- Анна Бауерз у «Лілії в Маленькій Індії», Театральний клуб Хемпстеда, листопад 1965 р.
- Імоджен Паррот у «Трелоні з колодязів», Національний театр в Олд-Віку, серпень 1966 р.
- Катерина в «Штормі», Національний театр в Олд-Віку, жовтень 1966 року
- Памела у Time Present, Royal Court, травень 1968 року в театрі герцога Йоркського, липень 1968 року (за яку вона отримала нагороди Variety Club та Evening Standard Awards за найкращу жіночу роль)
- Анна Бауерс у «Трьоях місяці без життя» в Королівському дворі в січні 1970 р.; у театрі Дюшес у березні 1970 року,
- Фредеріка на заході Суеца, Королівський суд, серпень 1971 р.; Кембриджський театр, жовтень 1971 р
- Гедда в Гедді Ґаблер, Королівський суд, червень 1972 р
- Аманда у "Приватному житті « (ненадовго змінивши роль Меггі Сміт), Queen's Theatre, червень 1973 р.
- Леслі Кросбі у „Листі“, Palace Theatre, Вотфорд, липень 1973 р.
- Ізобель Сендс у „Кінці моєї старої сигари“, Грінвічський театр, січень 1975 р.
- Fay in Loot, Royal Court, червень 1975 р
- Саллі Проссер у Watch It Come Down, Національний театр в Олд-Віку, лютий 1976 року в Національному театрі в Олд-Віку; Березень 1976 року в театрі Літтелтон
- Пані. Шенкленд і міс Рейлтон-Белл у „Окремих столах“, театр „Аполло“, січень 1977 р.
- Пані. Тіна в „Документах Асперна“ (1978); Королева в „Орел має дві голови“ (1979); і Меггі Катлер у „Чоловіку, який прийшов на обід“ (1979); все в Чичестерському фестивальному театрі
- Гертруда в Гамлеті, Королівський двір, квітень 1980 року
- Alice in The Dance of Death, Royal Exchange Manchester, жовтень 1983 року
- Джанін у Infidelities, на Единбурзькому фестивалі Fringe у серпні 1985 року; на складі Donmar у жовтні 1985 р.; і відроджений у театрі Boulevard у червні 1986 року
- Королева Єлизавета I у Марії Стюарт, Единбурзький фестиваль, серпень 1987 року
- Міс Сінгер у Винятках, Театр Нью-Енд, Гемпстед, липень 1988
- Енн у Бідній няні», театр King's Head, березень 1989 року

## Радіотеатр
Нора в «Ляльковому домі», третя програма BBC 1959 року. Режисер: Фредерік Бреднум. У ролях були Джек Мей і Джон Габріель.
Маша у радіовиставі «Три сестри», BBC Home Service Radio 1965 рік. Режисер: Джон Тайдеман. У ролях: Пол Скофілд, Ієн Маккеллен, Лінн Редґрейв і Вілфрід Лоусон.